# الأدوار التأهيلية في كأس العرب للأندية الأبطال 2019–20
لعبت الأدوار التأهيلية في كأس العرب للأندية الأبطال 2019–20 في فترة ما بين 18 أغسطس و25 أغسطس 2019. شارك ما مجموعه 8 فرق في الجولة التمهيدية في كأس العرب للأندية الأبطال 2019–20 لتحديد المكانين المتبقيين في مرحلة خروج المغلوب.

## الفرق
| الدولة         | الفريق          | مركز الفريق في الدوري موسم 2018–19     |
| الدور التمهيدي | الدور التمهيدي  | الدور التمهيدي                         |
| -------------- | --------------- | -------------------------------------- |
| تونس           | النادي البنزرتي | سادس البطولة التونسية 2018–19          |
| الجزائر        | شبيبة الساورة   | رابع الرابطة الجزائرية الأولى 2018–19  |
| المغرب         | اتحاد طنجة      | خامس الدوري المغربي لكرة القدم 2018–19 |
| جزر القمر      | فومبوني         | بطل دوري جزر القمر الممتاز 2019        |
| جيبوتي         | جيبوتي تيليكوم  | ثالث دوري جيبوتي الممتاز 2018–19       |
| الصومل         | هورسيد          | وصيف الدوري الصومالي الممتاز 2019      |

| الدولة         | الفريق         | مركز الفريق في الدوري موسم 2018–19 |
| الدور التمهيدي | الدور التمهيدي | الدور التمهيدي                     |
| -------------- | -------------- | ---------------------------------- |
| العراق         | الزوراء        | ثالث الدوري العراقي 2018–19        |
| البحرين        | الرفاع         | بطل الدوري البحريني 2018–19        |

## الحكام
- سمير كزاز (المغرب)
- سعد خلفه (الكويت)
- أمين عمر (مصر)
- قاسم الحاتمي (عمان)
- عمار محفوظ (البحرين)
- أحمد فيصل العلي (البحرين)
- فراس الطويل (سوريا)
- ماجد الشمراني (السعودية)
- حمد العلي (الإمارات)
- عادل علي النقبي (الإمارات)

الحكام المساعدين
- مصطفى عكرداد (المغرب)
- حمود الصالحي (الكويت)
- سمير جمال سعد محمد (مصر)
- عبد الله الشماخي (عمان)
- صلاح الجناحي (البحرين)
- عبد السلام حلاواح (فلسطين)
- عمر علي الجمل (السعودية)
- هشام الرافعي (السعودية)
- جاسم العلي (الإمارات)
- علي الحسني (اليمن)

## الهيكل
في كل مجموعة ، لعبت الفرق ضد بعضها البعض على أرض محايدة. تقدمت مجموعة الفائزين إلى مرحلة خروج المغلوب الأولى. حسم التعادل
يتم ترتيب الفرق وفقًا للنقاط (3 نقاط للفوز، نقطة واحدة للتعادل، لا نقطة للخسارة) ومعايير كسر التعادل التالية:
1. فارق الهدف في جميع مباريات المجموعة.
2. الأهداف المسجلة في جميع مباريات المجموعة.

## الدور التمهيدي

### المجموعة الأولى
| م | الفريق     | لعب | ف | ت | خ | أ.له | أ.ع | أ.ف | نقاط | التأهل                |
| - | ---------- | --- | - | - | - | ---- | --- | --- | ---- | --------------------- |
| 1 | الرفاع     | 3   | 3 | 0 | 0 | 8    | 0   | +8  | 9    | يتقدم إلى الدور الأول |
| 2 | اتحاد طنجة | 3   | 2 | 0 | 1 | 9    | 3   | +6  | 6    |                       |
| 3 | الزوراء    | 3   | 1 | 0 | 2 | 2    | 4   | −2  | 3    |                       |
| 4 | هورسيد     | 3   | 0 | 0 | 3 | 1    | 13  | −12 | 0    |                       |

### المجموعة الثانية
| م | الفريق          | لعب | ف | ت | خ | أ.له | أ.ع | أ.ف | نقاط | التأهل                |
| - | --------------- | --- | - | - | - | ---- | --- | --- | ---- | --------------------- |
| 1 | شبيبة الساورة   | 3   | 3 | 0 | 0 | 7    | 0   | +7  | 9    | ينتقل إلى الدور الأول |
| 2 | النادي البنزرتي | 3   | 2 | 0 | 1 | 10   | 1   | +9  | 6    |                       |
| 3 | جيبوتي تيليكوم  | 3   | 1 | 0 | 2 | 3    | 6   | −3  | 3    |                       |
| 4 | فومبوني         | 3   | 0 | 0 | 3 | 2    | 15  | −13 | 0    |                       |